# Listă de jocuri Interplay
Aceasta este o listă de jocuri video dezvoltate și/sau distribuite de Interplay Entertainment.

## Legenda
| Platforme de jocuri video |
| ------------------------- |

| 3DO   | 3DO                                     |
| 3DS   | Platformă nerecunoscută.                |
| Ami   | Commodore Amiga                         |
| Ami32 | Commodore Amiga CD32                    |
| AppII | Apple II                                |
| AppGS | Apple IIGS                              |
| Arc   | Acorn Archimedes                        |
| ATR   | Atari 8-bit family                      |
| BBC   | BBC Micro, Acorn Electron și BBC Master |
| C64   | Commodore 64                            |
| CPC   | Amstrad CPC                             |
| DC    | Dreamcast                               |
| DOS   | DOS / MS-DOS                            |
| Droid | Platformă nerecunoscută.                |
| FMT   | FM Towns                                |
| GB    | Game Boy                                |
| GBA   | Game Boy Advance                        |
| GBC   | Game Boy Color                          |

| GCN    | Nintendo GameCube                       |
| GG     | Sega Game Gear                          |
| iOS    | iOS (iPhone OS)                         |
| Jag    | Atari Jaguar                            |
| Lynx   | Atari Lynx                              |
| Mac    | Macintosh / Mac OS                      |
| N64    | Nintendo 64                             |
| NDS    | Nintendo DS                             |
| NES    | Nintendo Entertainment System / Famicom |
| NGE    | N-Gage                                  |
| NS     | Platformă nerecunoscută.                |
| PC98   | NEC PC-9801                             |
| PS1    | PlayStation / PSone                     |
| PS2    | PlayStation 2                           |
| PS3    | PlayStation 3                           |
| PS4    | Platformă nerecunoscută.                |
| PSP    | PlayStation Portable                    |
| PSVita | Platformă nerecunoscută.                |

| Sat   | Sega Saturn               |
| SCD   | Sega Mega-CD              |
| SMD   | Sega Mega Drive / Genesis |
| SMS   | Sega Master System        |
| SNES  | Super NES / Super Famicom |
| ST    | Atari ST                  |
| S32X  | Sega 32X                  |
| Sym   | Platformă nerecunoscută.  |
| TRSCC | TRS-80 Color Computer     |
| Wii   | Wii                       |
| WiiU  | Platformă nerecunoscută.  |
| Win   | Microsoft Windows         |
| X68K  | Sharp X68000              |
| X360  | Xbox 360                  |

| 3DO   | 3DO                                     |
| 3DS   | Platformă nerecunoscută.                |
| Ami   | Commodore Amiga                         |
| Ami32 | Commodore Amiga CD32                    |
| AppII | Apple II                                |
| AppGS | Apple IIGS                              |
| Arc   | Acorn Archimedes                        |
| ATR   | Atari 8-bit family                      |
| BBC   | BBC Micro, Acorn Electron și BBC Master |
| C64   | Commodore 64                            |
| CPC   | Amstrad CPC                             |
| DC    | Dreamcast                               |
| DOS   | DOS / MS-DOS                            |
| Droid | Platformă nerecunoscută.                |
| FMT   | FM Towns                                |
| GB    | Game Boy                                |
| GBA   | Game Boy Advance                        |
| GBC   | Game Boy Color                          |

| GCN    | Nintendo GameCube                       |
| GG     | Sega Game Gear                          |
| iOS    | iOS (iPhone OS)                         |
| Jag    | Atari Jaguar                            |
| Lynx   | Atari Lynx                              |
| Mac    | Macintosh / Mac OS                      |
| N64    | Nintendo 64                             |
| NDS    | Nintendo DS                             |
| NES    | Nintendo Entertainment System / Famicom |
| NGE    | N-Gage                                  |
| NS     | Platformă nerecunoscută.                |
| PC98   | NEC PC-9801                             |
| PS1    | PlayStation / PSone                     |
| PS2    | PlayStation 2                           |
| PS3    | PlayStation 3                           |
| PS4    | Platformă nerecunoscută.                |
| PSP    | PlayStation Portable                    |
| PSVita | Platformă nerecunoscută.                |

| Sat   | Sega Saturn               |
| SCD   | Sega Mega-CD              |
| SMD   | Sega Mega Drive / Genesis |
| SMS   | Sega Master System        |
| SNES  | Super NES / Super Famicom |
| ST    | Atari ST                  |
| S32X  | Sega 32X                  |
| Sym   | Platformă nerecunoscută.  |
| TRSCC | TRS-80 Color Computer     |
| Wii   | Wii                       |
| WiiU  | Platformă nerecunoscută.  |
| Win   | Microsoft Windows         |
| X68K  | Sharp X68000              |
| X360  | Xbox 360                  |

Cuprins: Început - 0–9 A B C D E F G H I J K L M N O P Q R S T U V W X Y Z

## Lista
| Nume                                                                       | An     | Platforme                                                                 | Descriere |  |
| -------------------------------------------------------------------------- | ------ | ------------------------------------------------------------------------- | --- |  |
| Alone in the Dark                                                          | 1992   | 3DO, Arc, DOS, FMT, Mac, PC98                                             | Un joc survival horror, dezvoltat de Infogrames. |  |
| Another World                                                              | 1991   | 3DO, Ami, AppGS, DOS, Droid, iOS, Mac, SMD, SNES, ST, Sym, Win            | Cunoscut și ca Out of This World în SUA, un joc de acțiune-aventură dezvoltat de Delphine Software. |  |
| Atomic Bomberman                                                           | 1997   | Windows                                                                   | Licențiat de Hudson Soft |  |
| The Adventures of Rad Gravity                                              | 1990   | NES                                                                       | |  |
| Baldur's Gate                                                              | 1998   | Mac, Win                                                                  | Joc video de rol dezvoltat de BioWare. |  |
| Baldur's Gate: Tales of the Sword Coast                                    | 1999   | Mac, Win                                                                  | Joc video de rol dezvoltat de BioWare. |  |
| Baldur's Gate II: Shadows of Amn                                           | 2000   | Mac, Win                                                                  | Joc video de rol dezvoltat de BioWare. |  |
| Baldur's Gate II: Throne of Bhaal                                          | 2001   | Mac, Win                                                                  | Joc video de rol dezvoltat de BioWare. |  |
| Baldur's Gate: Dark Alliance                                               | 2001   | Xbox, PS2, GBA, GCN                                                       | Joc video de rol original dezvoltat de Snowblind Studios. |  |
| Baldur's Gate: Dark Alliance II                                            | 2004   | Xbox, PS2                                                                 | Joc video de rol dezvoltat de Black Isle Studios. |  |
| Bard's Tale                                                                | 1985   | Ami, CPC, AppII, AppGS, C64, DOS, Mac, NES, PC98, ST, ZX                  | Un joc video de rol inovator și un succes uriaș pentru Interplay, publicat de Electronic Arts. |  |
| The Bard's Tale Construction Set                                           | 1991   | Ami, DOS                                                                  | |  |
| The Bard's Tale II: The Destiny Knight                                     | 1986   | Ami, AppII, AppGS, C64, DOS, PC98                                         | Joc video de rol dezvoltat de Interplay, publicat de Electronic Arts. |  |
| The Bard's Tale III: Thief of Fate                                         | 1988   | Ami, AppII, AppGS, C64, DOS, PC98,                                        | Joc video de rol dezvoltat de Interplay, publicat de Electronic Arts. |  |
| Battle Arena Toshinden 2                                                   | 1998   | Windows                                                                   | Versiunea pentru Windows a fost dezvoltată de Kinesoft. A fost publicat și de Fujitsu. |  |
| Battle Chess                                                               | 1988   | 3DO, Ami, Arc, AppGS, AppII, C64, DOS, FMT, Mac, NES, PC98, ST, Win, X68K | O variantă de șah, în care piesele se luptă între ele atunci când sunt capturate. Un titlu foarte reușit pentru Interplay. |  |
| Battle Chess Enhanced                                                      | 1991   | DOS, Mac,                                                                 | O versiune îmbunătățită a Battle Chess, cu o grafică mult îmbunătățită. |  |
| Battle Chess II: Chinese Chess                                             | 1991   | DOS                                                                       | Sequel al Battle Chess |  |
| Battle Chess 4000                                                          | 1991   | DOS                                                                       | |  |
| Battle Chess: Game of Kings                                                | 2015   | Windows                                                                   | Lansat pe Steam Early Access la 17 martie 2014. |  |
| Battlecruiser 3000AD v2.0                                                  | 1998   | Windows                                                                   | Acest joc este renumit pentru istoria de dezvoltare prelungită și apoi pentru lipsa gameplay-ul. |  |
| Beat the House 2                                                           | 1997   | Windows                                                                   | O simulare de cazinou. |  |
| Blackthorne                                                                | 1994   | DOS, GBA, Mac, PC98, S32X, SNES                                           | Un platformer de Blizzard Entertainment. |  |
| Blood & Magic                                                              | 1996   | DOS, Win                                                                  | Un joc de strategie în timp real bazat pe Dungeons & Dragons dezvoltat de Tachyon Studios. |  |
| Boogerman                                                                  | 1995   | SMD, SNES, Virtual Console                                                | Un joc video side-scrolling platformer de acțiune. |  |
| Borrowed Time                                                              | 1985   | C64, Ami, App, ST, Mac, DOS                                               | O joc de text de aventură grafică dezvoltat de Interplay și publicat de Activision. |  |
| Bust-A-Move 4                                                              | 2000   | Windows                                                                   | Versiunea pentru Windows a fost dezvoltată de Kinesoft. |  |
| Buzz Aldrin's Race Into Space                                              | 1993   | DOS                                                                       | Un joc de management a unui program spațial. |  |
| Carmageddon                                                                | 1997   | DOS, Mac PS1, N64, GBC, iOS, Droid, Win                                   | Un joc de curse violent în care punctele sunt obținute lovind și trecând peste trecători nevinovați, precum și peste adversari. |  |
| Carmageddon II                                                             | 1998   | GBC, Mac, N64, PS1, Win                                                   | O continuare a originalului violent, Carmageddon. |  |
| Casper                                                                     | 1996   | Sega Saturn, 3DO, PlayStation, Game Boy Color                             | Un joc de puzzle bazat pe filmul cu același nume. |  |
| Castles                                                                    | 1991   | Ami, DOS, ST                                                              | |  |
| Castles II: Siege and Conquest                                             | 1991   | Ami32, DOS, Mac                                                           | |  |
| Caesars Palace 2000                                                        | 2000   | PS1, Dreamcast, Win                                                       | Publicat de Interplay, dezvoltat de Runecraft |  |
| Championship Golf - The Great Courses of the World - Volume I Pebble Beach | 1986   | Ami                                                                       | |  |
| Checkmate                                                                  | 1990   | Ami32, ST                                                                 | |  |
| ClayFighter                                                                | 1993   | SMD, SNES, Wii, NDSi                                                      | |  |
| ClayFighter 2                                                              | 1995   | SNES                                                                      | |  |
| ClayFighter 63⅓                                                            | 1997   | N64                                                                       | |  |
| Clayfighter: The Sculptor's Cut                                            | 1998   | N64                                                                       | Lansat ca Blockbuster Video exclusiv de închiriat |  |
| ClayFighter: Tournament Edition                                            | 1998   | SNES                                                                      | Lansat ca Blockbuster Video exclusiv de închiriat |  |
| Claymates                                                                  | 1993   | SNES, NS                                                                  | Lansat pentru Nintendo Switch ca parte a Nintendo Switch Online in 2021. |  |
| Conquest of the New World                                                  | 1996   | DOS, Mac                                                                  | |  |
| Crazy Cars: Hit the Road                                                   | 2012   | Windows, Droid, iOS                                                       | Un joc video de curse dezvoltat de Little World Entertainment și publicat de Microïds. |  |
| Cruise for a Corpse                                                        | 1991   | Ami, Dos, Mac                                                             | Un joc de aventură point and click publicat de Interplay. |  |
| Crazy Cats Love                                                            | 2011   | iOS                                                                       | Un joc de puzzle. |  |
| Cyberia                                                                    | 1994   | 3DO, DOS, PS1, Sat                                                        | |  |
| Darius Gaiden                                                              | 1998   | Windows                                                                   | Versiunea pentru Windows a fost dezvoltată de Kinesoft |  |
| Death and the Fly                                                          | 2011   | Windows                                                                   | Un joc video side-scrolling platformer de puzzle dezvoltat de Independent Programmist Group (PIG) și publicat sub eticheta Interplay Discovery. |  |
| Descent                                                                    | 1994   | DOS, Mac, Arc, PS1, Win                                                   | Un joc de acțiune dezvoltat de Parallax Software |  |
| Descent II                                                                 | 1996   | DOS, Mac, Arc, PS1, Win                                                   | Un joc de acțiune dezvoltat de Parallax Software |  |
| Descent 3                                                                  | 1999   | Mac, Win, Linux                                                           | Un joc de acțiune dezvoltat de Outrage Entertainment |  |
| Descent: FreeSpace – The Great War                                         | 1998   | Ami, Win                                                                  | Un simulator de zbor spațial dezvoltat de Volition. Continuarea sa este Freespace 2. |  |
| Descent to Undermountain                                                   | 1998   | DOS, Win                                                                  | Bazat pe setările Dungeons & Dragons Undermountain din Forgotten Realms. |  |
| Die by the Sword                                                           | 1998   | Windows                                                                   | |  |
| Die by the Sword: Limb from Limb                                           | 1998   | Windows                                                                   | |  |
| Draconus: Cult of the Wyrm                                                 | 2000   | DC                                                                        | |  |
| Dragon Dice                                                                | 1997   | PC                                                                        | Un joc de acțiune/fantezie bazat pe jocul Dragon Dice de la TSR, Inc. |  |
| Dragon Wars                                                                | 1989   | Ami, AppGS, AppII, C64, DOS, NES, PC98, X68K                              | Un joc video de rol de fantezie care folosește motorul grafic The Bard's Tale |  |
| Dungeon Master II                                                          | 1993   | Amiga, DOS, PC98, Mac, SCD                                                | O continuare a jocului popular Dungeon Master |  |
| Earth 2140                                                                 | 1997   | Ami, DOS, Mac                                                             | Publicat de Interplay în America de Nord |  |
| Earthworm Jim                                                              | 1994   | SMD, SNES, SCD, GBC, GG, GBA, DOS, SMS, iOS, WIN, Wii, NDS, PS3, X360     | O versiune a EWJ a fost lansată pe Wiiware în 2009 și pe DSiware în 2010 |  |
| Earthworm Jim 2                                                            | 1995   | SMD, SNES, GBA, DOS, Sat, PS1, Wii, WIN,                                  | Versiunea Nintendo Wiiware a fost lansată în 2009. Lansat pentru Nintendo Switch Online in 2020. |  |
| Earthworm Jim 3D                                                           | 1999   | N64, Win                                                                  | Dezvoltat de VIS Entertainment. |  |
| Earthworm Jim 4                                                            | TBA    | Amico                                                                     | |  |
| Earthworm Jim: Menace 2 the Galaxy                                         | 1999   | GB, GBC                                                                   | Dezvoltat de David A. Palmer Productions. Publicat de Crave Entertainment. |  |
| Earthworm Jim HD                                                           | 2010   | XBLA, PSN, iOS                                                            | Refacere a jocului original. Dezvoltat de Gameloft și publicat de Gameloft în colaborare cu Microsoft Studios. |  |
| ED3N                                                                       | 2022   | PC                                                                        | Un joc comercial NFT. |  |
| Evolva                                                                     | 2000   | Windows                                                                   | Dezvoltat de Computer Artworks |  |
| Fallout                                                                    | 1997   | DOS, Mac, Win                                                             | Un joc video de rol post-apocaliptic. |  |
| Fallout 2                                                                  | 1998   | DOS, Mac, Win                                                             | Un joc video de rol post-apocaliptic, dezvoltat pe plan intern de Black Isle Studios. |  |
| Fallout: Brotherhood of Steel                                              | 2004   | PS2, Xbox                                                                 | |  |
| Fallout Tactics: Brotherhood of Steel                                      | 2001   | Windows                                                                   | Un joc video de rol pe ture în timp real dezvoltat de Micro Forté și publicat de 14 Degrees East și Micro Forté. |  |
| Fatal Fury 3: Road to the Final Victory                                    | 1998   | Windows                                                                   | Versiunea pentru Windows a fost dezvoltată de Kinesoft |  |
| The Forgotten Realms Archives                                              | 1997   | DOS, Win                                                                  | O compilație a câtorva jocuri Advanced Dungeons & Dragons de Strategic Simulations, Inc. |  |
| FreeSpace 2                                                                | 1999   | AmigaOS 4, Win                                                            | Un simulator de zbor spațial, continuara lui Descent: FreeSpace, dezvoltat de Volition |  |
| Fragile Allegiance                                                         | 1996   | DOS, Win                                                                  | Joc de strategie în timp real plasat în spațiu |  |
| Frankenstein: Through the Eyes of the Monster                              | 1995   | Windows, Mac, Sat                                                         | Un joc de aventură point-and-click |  |
| Future Wars                                                                | 1990   | Ami, DOS, ST                                                              | |  |
| Gekido                                                                     | 2000   | PS1                                                                       | Un beat'em up publicat de Interplay |  |
| Giants: Citizen Kabuto                                                     | 2000   | Mac, PS2, Win                                                             | |  |
| Hardwar                                                                    | 1998   | Windows                                                                   | Joc de luptă spațială |  |
| Heart of Darkness                                                          | 1998   | Windows, PS1                                                              | |  |
| Heart of the Alien: Out of this World Parts I and II                       | 1994   | SCD                                                                       | Un platformer de Interplay Entertainment & Delphine Software. Dezvoltat de Virgin Interactive |  |
| Homesteader                                                                | 2011   | Windows                                                                   | |  |
| Hostile Waters: Antaeus Rising                                             | 2001   | Windows                                                                   | |  |
| Hunter: The Reckoning                                                      | 2002   | GCN, Xbox, X360, XBO                                                      | |  |
| Icewind Dale                                                               | 2000   | Mac, Win                                                                  | Joc video de rol, dezvoltat intern de Black Isle Studios. |  |
| Icewind Dale II                                                            | 2002   | Windows                                                                   | Joc video de rol, dezvoltat intern de Black Isle Studios. |  |
| International Rally Championship                                           | 1997   | Windows                                                                   | Joc de curse, dezvoltat de Magnetic Fields. |  |
| Interplay Sports Baseball Edition 2000                                     | 1999   | PS1, Win                                                                  | |  |
| Jagged Alliance 2: Unfinished Business                                     | 2000   | Windows                                                                   | |  |
| J.R.R. Tolkien's The Lord of the Rings, Vol. I                             | 1990   | Ami, DOS, FMT, PC98                                                       | |  |
| J.R.R. Tolkien's The Lord of the Rings, Vol. I                             | 1994   | SNES                                                                      | |  |
| J.R.R. Tolkien's The Lord of the Rings, Vol. II: The Two Towers            | 1992   | DOS, FMT, PC98                                                            | |  |
| Jetfighter III                                                             | 1997   | DOS                                                                       | Joc de simulare de lupte în zbor, dezvoltat de Mission Studios. |  |
| Jetfighter: Full Burn                                                      | 1998   | Windows                                                                   | Joc de simulare de luptă cu zbor, dezvoltat de Mission Studios. |  |
| Kingdom: The Far Reaches                                                   | 1995   | DOS, Mac, 3DO                                                             | |  |
| Kingpin: Life of Crime                                                     | 1999   | Windows, Linux                                                            | Dezvoltat de Xatrix |  |
| Kingpin: Reloaded                                                          | 2022   | Windows, NS, PS4, XBO                                                     | Publicat de Interplay & 3D Realms. |  |
| Learn to Program BASIC                                                     | 1998   | Mac, Win                                                                  | |  |
| Legendary Wars: T-Rex Rumble                                               | 2010   | NDSi, iOS                                                                 | Un joc video de strategie în timp real., dezvoltat intern. |  |
| Lexi-Cross                                                                 | 1991   | DOS, Mac                                                                  | |  |
| Lionheart: Legacy of the Crusader                                          | 2003   | Windows                                                                   | Un joc video de rol, dezvoltat de Reflexive Entertainment |  |
| Loaded                                                                     | 1995   | PS1, Sat                                                                  | |  |
| The Lost Vikings                                                           | 1992   | Ami, Ami32, DOS, GBA, SMD, SNES                                           | Dezvoltat de Blizzard Entertainment |  |
| The Lost Vikings 2                                                         | 1997   | SNES, Win, Sat, PS1                                                       | O versiune îmbunătățită pe 32 de biți a The Lost Vikings II a fost dezvoltată pentru Sega Saturn, PlayStation și PC, cunoscută în Statele Unite sub numele de Norse By Norsewest: Return of the Lost Vikings                                       |  |
| Mario Teaches Typing                                                       | 1991   | DOS, Mac, Win                                                             | Licențiat de Nintendo |  |
| Mario Teaches Typing 2                                                     | 1997   | DOS, Mac, Win                                                             | Licențiat de Nintendo |  |
| Mortyr                                                                     | 1999   | Windows                                                                   | |  |
| Mario's Game Gallery                                                       | 1995   | DOS, Mac, Win                                                             | Licențiat de Nintendo |  |
| M.A.X.: Mechanized Assault & Exploration                                   | 1996   | DOS, Win                                                                  | |  |
| M.A.X.: Mechanized Assault & Exploration 2                                 | 1998   | DOS, Win                                                                  | Un joc video de strategie pe ture |  |
| Metropolis Card Club                                                       | 2001   | Windows                                                                   | |  |
| MDK                                                                        | 1997   | DOS, Mac, PS1, Win                                                        | |  |
| MDK2                                                                       | 2000   | DC, PS2, Wii, Win, WiiWare                                                | Un joc video third-person shooter dezvoltat de BioWare. Lansarea WiiWare a fost dezvoltată de Beamdog. |  |
| MDK2 HD                                                                    | 2011   | Windows                                                                   | Refacere a jocului original. Dezvoltat de Overhaul Games. |  |
| Mindshadow                                                                 | 1984   | C64, Ami, App, ATR, ST, CPC, C64, Mac, ZX, DOS                            | Publicat de Activision. |  |
| Messiah                                                                    | 2000   | Windows                                                                   | |  |
| Mummy: Tomb of the Pharaoh                                                 | 1996   | Mac, Win                                                                  | |  |
| Neuromancer                                                                | 1988   | Ami, AppII, AppGS, C64, DOS                                               | joc de acțiune/de aventură, dezvoltat intern |  |
| Normality Inc.                                                             | 1996   | DOS                                                                       | |  |
| Off-Road Redneck Racing                                                    | 2001   | Windows                                                                   | Spinoff al seriei Redneck Rampage |  |
| Of Light and Darkness: The Prophecy                                        | 1998   | Windows                                                                   | |  |
| Pinball Yeah!                                                              | 2010   | Windows, iOS                                                              | Un joc video de pinball dezvoltat de CodeRunners și publicat sub eticheta Interplay Discovery. |  |
| Planescape: Torment                                                        | 1999   | Windows                                                                   | |  |
| Poker Night with David Sklansky                                            | 1999   | Windows                                                                   | |  |
| Prehistorik                                                                | 2010   | iOS                                                                       | |  |
| Pro League Baseball                                                        | 1992   | DOS                                                                       | Publicat de Interplay. |  |
| Project V13                                                                | Anulat | Windows                                                                   | |  |
| Puzzle Bobble                                                              | 1996   | Windows                                                                   | Versiunea pentru Windows a fost dezvoltată de Kinesoft. În mod ciudat, folosește numele Puzzle Bobble în America de Nord când alte jocuri Puzzle Bobble au fost lansate ca Bust-A-Move acolo.                                                      |  |
| Puzzle Bobble 2                                                            | 1997   | Windows                                                                   | Versiunea pentru Windows a fost dezvoltată de Kinesoft. Conține conținutul suplimentar din Puzzle Bobble 2X. În mod ciudat, folosește numele Puzzle Bobble în America de Nord când alte jocuri Puzzle Bobble au fost lansate ca Bust-A-Move acolo. |  |
| Radical Psycho Machine Racing                                              | 1991   | SNES                                                                      | Dezvoltat de Silicon & Synapse |  |
| Raiden II                                                                  | 1997   | Windows                                                                   | Versiunea pentru Windows a fost dezvoltată de Kinesoft |  |
| Realms of the Haunting                                                     | 1996   | DOS, Win                                                                  | Joc de acțiune-aventură, dezvoltat de Gremlin Interactive |  |
| Red Asphalt                                                                | 1998   | Playstation                                                               | |  |
| Redneck Deer Huntin'                                                       | 1997   | Windows                                                                   | Spinoff al seriei Redneck Rampage |  |
| Redneck Rampage                                                            | 1997   | DOS, Win, Mac                                                             | First-person shooter, dezvoltat de Xatrix |  |
| Redneck Rampage Rides Again                                                | 1998   | DOS, Win                                                                  | First-person shooter, dezvoltat de Xatrix |  |
| Redneck Rampage: Suckin' Grits on Route 66                                 | 1998   | DOS                                                                       | Publicat de Interplay |  |
| Re-Loaded                                                                  | 1996   | DOS, PS1, PSN                                                             | |  |
| Renegade Racers                                                            | 1999   | PS1, Win                                                                  | |  |
| Rock 'N Roll Racing                                                        | 1993   | GBA, Gen, SNES                                                            | Joc de curse dezvoltat de Silicon & Synapse care mai târziu avea să fie cunoscută sub numele de Blizzard |  |
| Rock & Roll Racing 2: Red Asphalt                                          | 1998   | PS1                                                                       | Titled Red Asphalt în America de Nord |  |
| RPM Racing                                                                 | 1991   | SNES                                                                      | |  |
| Run Like Hell (RLH)                                                        | 2002   | PS2, Xbox                                                                 | Dezvoltat de Digital Mayhem |  |
| Russian 6 Pack                                                             | 1993   | DOS                                                                       | "Six Challenging Games From Russia" |  |
| Sacrifice                                                                  | 2000   | Mac, Win                                                                  | Dezvoltat de Shiny Entertainment |  |
| Samurai Shodown 2                                                          | 2000   | Windows                                                                   | Versiunea pentru Windows a fost dezvoltată de Kinesoft |  |
| Sandwarriors                                                               | 1997   | Windows                                                                   | |  |
| Shattered Steel                                                            | 1996   | DOS, Mac                                                                  | Dezvoltat de BioWare și publicat de Interplay |  |
| SimCity Enhanced                                                           | 1993   | DOS, Mac                                                                  | Dezvoltat de Maxis |  |
| Soulbringer                                                                | 2000   | Windows                                                                   | Dezvoltat de Infogrames |  |
| Star Reach                                                                 | 1994   | DOS                                                                       | De asemenea cunoscut și ca Space Federation |  |
| Star Trek: 25th Anniversary                                                | 1992   | Ami, DOS, Mac                                                             | |  |
| Star Trek: 25th Anniversary                                                | 1992   | NES                                                                       | Publicat de Ultra Games în SUA și Konami în Europa. |  |
| Star Trek: 25th Anniversary                                                | 1992   | GB                                                                        | Produs de Interplay, dezvoltat de Visual Concepts, publicat de Ultra Games. |  |
| Star Trek: Judgment Rites                                                  | 1993   | DOS, Mac                                                                  | |  |
| Star Trek: Klingon Academy                                                 | 2000   | Windows                                                                   | |  |
| Star Trek: New Worlds                                                      | 2000   | Windows                                                                   | |  |
| Star Trek: Pinball                                                         | 1998   | DOS                                                                       | |  |
| Star Trek: Starfleet Academy                                               | 1997   | Mac, Win                                                                  | |  |
| Star Trek Starfleet Academy - Starship Bridge Simulator                    | 1994   | SNES, S32X                                                                | |  |
| Star Trek: Starfleet Academy: Chekov's Lost Missions                       | 1998   | Windows                                                                   | |  |
| Star Trek: Starfleet Command                                               | 1999   | Windows                                                                   | |  |
| Star Trek: Starfleet Command II: Empires At War                            | 2000   | Windows                                                                   | |  |
| Star Trek: Starfleet Command II: Orion Pirates                             | 2001   | Windows                                                                   | |  |
| Stonekeep                                                                  | 1995   | DOS, Win                                                                  | Joc video de rol, dezvoltat intern |  |
| Stonekeep: Bones of the Ancestors                                          | 2012   | WiiWare                                                                   | Joc video de rol, Dezvoltat de Alpine Studios |  |
| Super Castles                                                              | 1994   | SNES                                                                      | Un joc video exclusiv în Japonia pentru Super Famicom (denumirea japoneză pentru Super Nintendo Entertainment System) |  |
| Swords and Serpents                                                        | 1990   | NES                                                                       | Dezvoltat de Interplay |  |
| Tanktics                                                                   | 1999   | Windows                                                                   | Dezvoltat de DMA Design. Publicat de Interplay. |  |
| Tass Times in Tonetown                                                     | 1986   | Ami, AppII, AppGS, C64, Mac, ST, DOS                                      | Un joc de text ficțiune interactivă dezvoltat de Interplay and Brainwave Creations, și publicat de Activision. |  |
| Total Recall                                                               | 1990   | NES                                                                       | Licențiat și controlat în S.U.A. și Canada de către Acclaim Entertainment, Inc. |  |
| Tommy Tronic                                                               | 2010   | Windows                                                                   | Un joc video de platformă dezvoltat de Oasis Games și publicat sub eticheta Interplay Discovery. |  |
| The Riddle of the Maze                                                     | 1994   | Mac                                                                       | Un joc de text ficțiune interactivă. |  |
| The Tracer Sanction                                                        | 1984   | AppII, C64, DOS                                                           | Un joc de text ficțiune interactivă dezvoltat de Interplay și publicat de Activision. |  |
| Track Meet                                                                 | 1991   | GB                                                                        | |  |
| Trog!                                                                      | 1991   | NES                                                                       | Licențiat de Bally Midway Mfg Co. Produs de Interplay, dezvoltat de Visual Concepts, publicat de Acclaim Entertainment, Inc. |  |
| USCF Chess                                                                 | 1995   | DOS,Win                                                                   | |  |
| Virtual Pool                                                               | 1995   | DOS, Mac, PS1, Win                                                        | Joc de biliard, dezvoltat de Celeris |  |
| Virtual Pool 3                                                             | 2000   | PS1, Win                                                                  | Billiards game |  |
| Virtual Deep Sea Fishing]'                                                 | 1999   | Windows                                                                   | |  |
| VR Baseball 99                                                             | 1998   | PS1                                                                       | |  |
| VR Baseball 2000                                                           | 1998   | Windows                                                                   | |  |
| VR Sports Powerboat Racing                                                 | 1998   | PS1, Win                                                                  | Joc video de curse cu bărci (powerboating), dezvoltat de Promethean Designs Ltd. |  |
| Wasteland                                                                  | 1988   | AppII, C64, DOS                                                           | Joc video de rol, dezvoltat intern |  |
| Waterworld                                                                 | 1997   | Windows DOS, 3DO (Unreleased)                                             | Publicat de Interplay, dezvoltat de Intelligent Games. |  |
| Whiplash                                                                   | 1995   | DOS                                                                       | Cunoscut în afara Americii de Nord ca Fatal Racing |  |
| Wild 9                                                                     | 1998   | PS1                                                                       | Dezvoltat de Shiny Entertainment |  |
| Y2K: The Game                                                              | 1999   | Windows                                                                   | Dezvoltat de Runecraft, Ltd. |  |
| Zeitgeist: Laser Fighter                                                   | 1998   | Windows                                                                   | Versiunea pentru Windows a fost dezvoltată de Kinesoft |  |
| Zero Divide: Techno Warrior                                                | 1998   | Windows                                                                   | Versiunea pentru Windows a fost dezvoltată de Kinesoft |  |

Cuprins: Început - 0–9 A B C D E F G H I J K L M N O P Q R S T U V W X Y Z